# Qasr Abu Samrah
Qasr Abu Samrah (tiếng Ả Rập: قصر أبو سمرة) là một ngôi làng và địa điểm khảo cổ ở Syria, về mặt hành chính là một phần của quận Hama của tỉnh Hama, nằm cách 31 kilômét (19 mi) phía đông bắc thành phố Hama. Các địa phương lân cận bao gồm Zughba ở phía bắc, al-Tulaysiyah ở phía tây bắc, al-Junaynah ở phía tây, Fan al-Shamali và Qasr al-Makhram ở phía tây nam, Duma ở phía đông nam và al-Hazim ở phía đông bắc.
Theo Cục Thống kê Trung ương Syria, Qasr Abu Samrah có dân số 849 trong cuộc điều tra dân số năm 2004. Cư dân của nó chủ yếu là Alawites.
Qasr Abu Samrah chứa tàn tích của một tòa tháp và nhà thờ Byzantine -era, cả hai đều không được bảo quản tốt. Nhà thờ được xây dựng hoàn toàn từ đá bazan. Một hàng năm cột, trong số hai cột ban đầu, vẫn đứng, ô cửa lớn của cấu trúc.